# 합자보
합자보(合字譜)는 거문고와 같은 현악기의 주법, 즉 왼손의 짚는 법과 오른손의 타는 법을 뜻하는 약자로 된 여러 기호를 모아 짠 악보이다. 합자보는 《악학궤범》(樂學軌範)의 저자인 성현이 만들었으며, 현재 남아 있는 악보는 안상금보가 가장 오래된 것이다.

## 거문고 합자보의 예
- 方 : 유현을 뜯으라는 것으로 유(遊)의 약자를 의미한다.
- 大 : 대현을 뜯으라는 것을 의미한다.
- ㄱ : 엄지(母指)로 짚으라는 것으로 모(母)의 약자를 의미한다.
- ㅅ : 식지(食指)로 짚으라는 것으로 식(食)의 약자를 의미한다.
- し : 장지(長指)로 짚으라는 것으로 장(長)의 약자를 의미한다.
- 夕 : 무명지(無名指)로 짚으라는 것으로 명(名)의 약자를 의미한다.
- ノ : 술대로 현을 밖으로 내치라는 것을 의미한다.
- ㅣ : 문현(文絃)을 밖으로 내치라는 것을 의미한다.
- 밑에 쓰인 숫자 : 짚는 괘의 차례 수를 의미한다.